# Родіон Ковальський
Родіон Ковальський — український розвідник. Начальник розвідчого відділу Української Галицької Армії (УГА).

## Життєпис
З січня 1919 року по березень 1920 року очолював розвідчий відділ Української Галицької Армії (УГА), за архівними документами, проходить ще і як «шеф розвідки». До складу відділу входили підрозділи, які займалися як розвідувальною, так і контррозвідувальною діяльністю. Останні називалися детективами.
Так, значним успіхом начальника розвідвідділу, поручника Ковальського був арешт у Вінниці шефа польської розвідки, капітана Ковалевського, котрий, зломлений перебуванням у в'язниці, повідомив дуже цінну інформацію стосовно дій Польської армії на східному фронті.
Примусове злиття УГА з Червоною армією призвело до ліквідації розвідки галицького війська, оскільки більшовики намагалися насамперед прибрати до рук співробітників розвідчого відділу і розстрілювали їх без суду. Був заарештований і поручник Родіон Ковальський, але під час конвоювання до Москви йому вдалося вискочити через вікно вагона і, незважаючи на зламану при цьому ногу, втекти. 
Подальша його доля невідома.